# Trätapetserarbi
Trätapetserarbi (Megachile ligniseca) är en art i överfamiljen bin och familjen buksamlarbin.

## Beskrivning
Trätapetserarbiet har svart grundfärg medan den har mörkgrå behåring på hjässan och större delen av ovansidan av mellankroppen, och gles, gråaktigt gul till vitaktig behåring på huvudets undersida, bröstet, och slutet av mellankroppen. Även ansiktet har samma grågula till vitaktiga hårfärg hos honan, medan hanen har lång, blekgul päls i ansiktet. På bakkroppen har tergiterna 1 och 2 samma grågula till vitaktiga behåring, medan tergiterna 3 till 6 har korta, svarta borst, på tergit 6 endast på sidorna (resten av tergiten är kal). På tergit 3 till 5 har bakkanterna glesa, vitaktiga hårband. På buken har honan en röd borste för polleninsamling, som ibland kan vara delvis svart på den bakre delen. Hanen har ett kloliknande utskott på varje sida av tergit 6. Kroppslängden är 12 till 16 mm.

## Underarter
Integrated Taxonomic Information System listar två underarter:
- Megachile ligniseca ligniseca (Kirby, 1802)
- Megachile ligniseca lignisecula Cockerell, 1924

## Ekologi
Habitatet utgörs av skogsbryn och -gläntor samt skogsvägar i ej för tätbevuxen löv- och blandskog, betesängar med trädbestånd, parker och trädgårdar. Arten har också påträffats på ruderatområden som industritomter.
Arten samlar pollen från många familjer av blommande växter, dock främst korgblommiga växter som vägtistel, kardborrar och väddklint, men även rosväxter som hallonsläktet. Den besöker ofta jättebalsamin i familen balsaminväxter, men det är osäkert om den hämtar pollen från denna, eller bara nektar. Flygtiden varar från mitten av juni till början av september,

### Fortplantning
Honan bygger larvbon i murket trä som döda trädstammar och stubbar, ihåliga växtstjälkar och dylikt. Gamla larvgångar från större träfjäril kan också användas. Bona kläs med bladbitar från olika växter, bland annat tysklönn, som honan skär ut med hjälp av sina käkar. Som lock på cellerna använder hon söndertuggade blad. Det förekommer att bona angrips av snyltande kägelbin som Coelioxys alatus (vedkägelbi), vars larver lever av den insamlade näringen efter det att värdägget eller -larven dödats.

## Utbredning
Trätapetserarbiet förekommer i större delen av Europa från Irland, Wales och England samt Frankrike österut genom Nord- och Centraleuropa till Ryssland och vidare genom Centralasien till norra Korea, Kina och Japan. 
I Sverige har utbredningen ökat betydligt under 2000-talet, och finns nu (2020) från Skåne till Jämtland, Ångermanland och Västerbotten, med undantag för Blekinge, Gotland och Härjedalen. Så sent som 2015 upptäcktes den på Öland. Sedan 2005 är den klassificerad som livskraftig (LC) i Sverige.
I Finland finns arten från sydkusten inklusive Åland norrut till Norra Österbotten, med två fynd 2022 i trakten av Torneå i Lappland. Även i Finland är arten klassificerad som livskraftig.